# Massacre de Badajoz
La massacre de Badajoz es va produir en els dies posteriors a la batalla de Badajoz, durant la Guerra Civil espanyola, i fou el resultat de la repressió exercida per l'exèrcit sublevat contra civils i militars defensors de la II República, després de la presa de la ciutat de Badajoz per les forces revoltades contra la II República espanyola, que es va dur a terme el 14 d'agost de 1936.
Constitueix un dels esdeveniments més controvertits de la guerra, ja que el nombre de víctimes d'aquesta matança varia ostensiblement depenent dels historiadors que l'han investigat. A més, com que va resultar guanyador de la contesa el bàndol sublevat, mai no hi va haver cap investigació oficial sobre el que va succeir a la ciutat extremenya. Hi ha proves abundants, sobretot en mitjans de comunicació portuguesos, que també hi va haver execucions en massa en altres ciutats, i no només a Badajoz. En qualsevol cas, les estimacions més comunes apunten que entre 2.000 i 4.000 persones van ser executades, en uns fets tipificats per diverses associacions de drets humans com crims contra la humanitat. També es considera provat que es va cometre genocidi, i des del 2007 existeixen diverses denúncies interposades per tal consideració. Al comandament de les tropes que van perpetrar la massacre de Badajoz es trobava el general Juan Yagüe Blanco, qui, després de la guerra civil, va ser nomenat Ministre de l'aire per Franco. A partir d'aquests fets, Yagüe va ser popularment conegut com el carnisser de Badajoz.
Segons el cens, Badajoz tenia 41.122 habitants el 1930, per la qual cosa la quantitat de 4.000 executats suposa un 10% de la població.
L'escriptor revisionaista i defensor del cop i la dictadura de Franco Pío Moa (Los mitos de la Guerra Civil. La Esfera de los Libros, Madrid, 2003. ISBN 84-9734-093-0) nega l'existència de les execucions en la plaça de braus, i proposa una xifra d'entre 500 i 1.500 represaliats.
L'historiador Javier Tusell (Franco en la Guerra Civil. Una biografía política, 1992. Premi Comillas de Biografía, Autobiografía y Memorias), a més de considerar manipulades les dades de Moa, també arriba a la xifra de 4.000 assassinats.

El Mateix general Yagüe reconegués en una entrevista al periodista John T. Whitaker, del New York Herald Tribune la xifra d'executats:
”Per descomptat que els vam matar. Què esperava vostè? Que portaria 4000 presoners rojos amb mi, quan la meva columna havia d'avançar contrarellotge? O els havia de deixar anar a la rereguarda i deixar que Badajoz fos roja una altra vegada?”